# 中央人民政府驻香港特别行政区维护国家安全公署

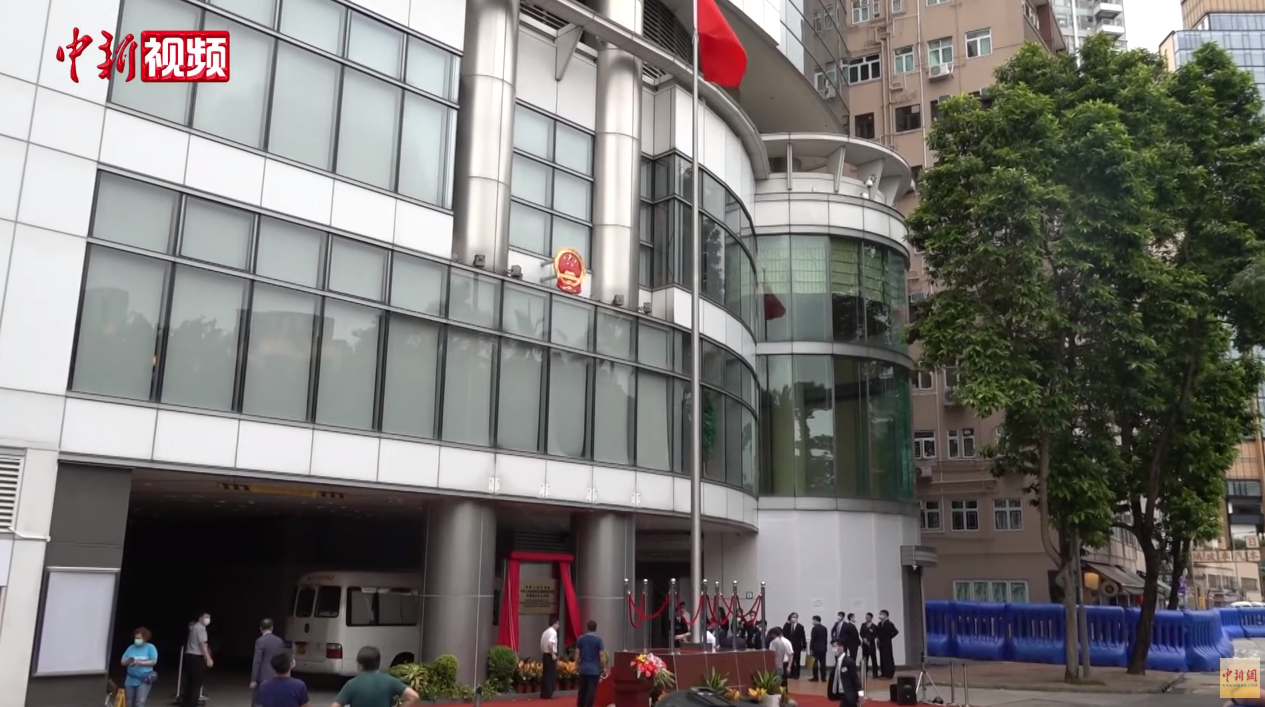
國安公署外牆掛上中華人民共和國國徽，前門設置旗杆台

中华人民共和国中央人民政府驻香港特别行政区维护国家安全公署（OSNS，简称驻港国家安全公署、驻港国安公署、中央驻港国安公署），是中华人民共和国国务院（下稱中央人民政府）根据《中華人民共和國香港特別行政區維護國家安全法》，在香港设立的维护国家安全机构，於2020年7月8日成立。驻港国安公署列入中共中央直属机构序列。
中央驻港国安公署是中央人民政府繼香港中聯辦、外交部駐港公署、解放军驻港部队後第4個中央駐港機構。

## 沿革
2020年5月28日，第十三届全国人民代表大会第三次会议第三次全体会议表决通过《全国人民代表大会关于建立健全香港特别行政区维护国家安全的法律制度和执行机制的决定》。《决定》规定，“中央人民政府维护国家安全的有关机关根据需要在香港特别行政区设立机构，依法履行维护国家安全相关职责。”
2020年6月18日，第十三届全国人大常委会第十九次会议对《中华人民共和国香港特别行政区维护国家安全法（草案）》进行第一次审议（一审）。受委员长会议委托，全国人大常委会法制工作委员会主任、香港特区基本法委员会主任沈春耀作了说明。《说明》指，“中央人民政府在香港特别行政区设立维护国家安全公署。中央人民政府驻香港特别行政区维护国家安全公署依法履行维护国家安全职责，行使相关权力。”港区全国政协委员、全国港澳研究会副会长刘兆佳在接受《环球时报》采访时表示，驻港国安公署将有力落实维护国家安全的责任，并“发挥震慑作用”。經民聯籍香港立法会议员梁美芬表示“驻港国家安全公署对极少数危害国家安全犯罪案件行使管辖权，体现了中央的全面管治权”。
2020年6月30日，《中华人民共和国香港特别行政区维护国家安全法》在第十三届全国人民代表大会常务委员会第二十次会议第二次全体会议上通过，并由同日通过的《全国人民代表大会常务委员会关于增加〈中华人民共和国香港特别行政区基本法〉附件三所列全国性法律的决定》列入《香港基本法》附件三，在当天23时由特区政府公布实施。此法的第五章规定了本署的一系列事宜。
2020年7月6日，國安公署和港區國安委舉行共同協調會議。
2021年4月23日，國安公署獲批出位於大角咀海帆道的兩幅用地，以興建國安公署永久總部。該總部大樓建築費用將由國安公署自行負責，無需動用香港特区政府公帑支付。及後，政府透露該等用地將以免地價形式批出，地契年期直至2071年為止。
2022年11月，有傳媒披露中央駐港國安公署以港幣5億購入九龍半山超級豪宅別墅緹山。
2023年7月19日，國務院頒布人事令，任命中華人民共和國國家安全部副部長董經緯接替鄭雁雄出任中央駐港國安公署第二任署長。

## 职责
根据《中华人民共和国香港特别行政区维护国家安全法》第四十九条，中央人民政府驻香港特别行政区维护国家安全公署承担下列职责：
1. 分析研判香港特别行政区维护国家安全形势，就维护国家安全重大战略和重要政策提出意见和建议；
2. 监督、指导、协调、支持香港特别行政区履行维护国家安全的职责；
3. 收集分析国家安全情报信息；
4. 依法办理危害国家安全犯罪案件。

## 机构设置
根据有关规定，中央人民政府驻香港特别行政区维护国家安全公署设置下列机构：

### 内设机构
- 办公厅[21]
- 联络局[22]

……

## 历任领导
署长
- 郑雁雄（2020年7月3日－2023年1月14日）
- 董经纬（2023年7月18日－）

副署长
- 李江舟 一级警监（2020年7月3日－）
- 孙青野（2020年7月3日－）
- 陳楓（2024年9月－）
- 林建東（2024年9月－）

## 规章制度

### 与中央人民政府的关系
根据《中华人民共和国香港特别行政区维护国家安全法》第四十八条，驻香港特别行政区维护国家安全公署人员由中央人民政府维护国家安全的有关机关联合派出。
此外，驻港国安公署人员依法接受国家监察机关的监督，经费由中央财政保障。

### 与其他机构的关系
《港區国安法》五十二条规定，本署需与香港中联办、外交部驻港特派员公署和解放军驻港部队加强工作联系和工作协同。第五十三条规定，本署应当与維護國家安全委員會建立协调机制，监督、指导维护国家安全的工作。第五十四条指，本署与外交部驻港特派员公署会同特区政府加强在港外国和境外非政府组织和新闻机构的管理和服务。
《港區国安法》第十六条和第十八条规定，在任命警务处维护国家安全部门负责人和律政司国家安全犯罪案件检控部门负责人前，特區行政長官必须书面征求本署的意见。

### 侦查与管辖权
《港區国安法》第五十五条规定，维护国家安全公署在出现以下情形之一时，经本署或香港特别行政区政府提出，报中央人民政府批准后，对本法中规定的危害国家安全犯罪案件行使管辖权：
1. 案件涉及外国或者境外势力介入的复杂情况，香港特别行政区管辖确有困难的；
2. 出现香港特别行政区政府无法有效执行本法的严重情况的；
3. 出现国家安全面临重大现实威胁的情况的。

根据《港區国安法》第五十六条，本署负责对第五十五条所列相关案件的立案侦查。
《港區国安法》第五十七条规定，本署签发的法律文书在特区范围内具有法律效力。第六十条规定，本署及成员执行职务的行为不受特区政府管辖，执行职务的人员及车辆不受特区政府执法机关的搜查、扣押。

## 驻署纪检监察组
中央纪律检查委员会国家监察委员会驻中央人民政府驻香港特别行政区维护国家安全公署纪检监察组，简称中央纪委国家监委驻驻港国家安全公署纪检监察组，是中国共产党中央纪律检查委员会、中华人民共和国国家监察委员会设在中央人民政府驻香港特别行政区维护国家安全公署的派驻机构。

### 沿革
2018年《中华人民共和国监察法》制定后，中央纪委国家监委统一设立派驻机构，名称为中央纪律检查委员会国家监察委员会派驻纪检监察组。派驻纪检监察组对中央纪委国家监委负责，履行中共党内纪律检查和国家监察两项职责。2020年驻港国家安全公署成立后，设中央纪委国家监委驻驻港国家安全公署纪检监察组，由馬寅明出任首任组长。

### 历任领导
组长
- 馬寅明（2021年－）[24]

副组长